# Siedleckia dogieli
Siedleckia dogieli is een soort in de taxonomische indeling van de Myzozoa, een stam van microscopische parasitaire dieren. Het organisme komt uit het geslacht Siedleckia en behoort tot de familie Siedleckiidae. Siedleckia dogieli werd in 1929 ontdekt door E. Chatton & L. Dehorne.